# Spyro: A Hero’s Tail
Spyro: A Hero’s Tail — девятая видеоигра серии Spyro the Dragon, разработанная Eurocom и изданная Vivendi Universal Games. Эта первая игра серии для консоли Xbox и вторая игра для Nintendo GameCube и PlayStation 2. Spyro: A Hero’s Tail является последней игрой оригинальной серии, выпущенной для домашних консолей. Это пятая и последняя полноценная консольная часть старого сериала про Спайро. В игре появляется совершенно новый антагонист. Игровыми персонажами являются главный герой, дракон Спайро, и его друзья: стрекоза Спаркс, гепард Хантер, крот Блинк и летающий пингвин сержант Бёрд.

## Геймплей
В новой игре игровой процесс не слишком отличается от предыдущих частей, но присутствуют нововведения. Спайро обладает четырьмя видами дыхания, которые даруют ему феи при победе над боссами.
- Огненное дыхание —  стандартная огненная атака.
- Электрическое дыхание —  дыхание, которое приобретается после победы над Гнорком. Это дыхание используется для активации механизмов и победы над врагами в доспехах.
- Водное дыхание —  дыхание, которое приобретается после победы над Инептуньей. Это дыхание используется для активации определённых механизмов или замедления врагов.
- Ледяное дыхание —  это дыхание приобретается после первой победы над Рэдом. Используется для создания из горячего пара столбов для передвижения и борьбы с врагами.

В игре присутствуют дополнения к этим элементам дыхания, с помощью которых можно поразить большее количество врагов, но игрок может хранить только ограниченное количество снарядов, которые можно приобрести в лавке Манибэга.
Помимо новых дыхании остались и стандартные атаки и способности:
- Таран —  обычный удар рогами. Разбивает некоторые предметы и стены. Удобно разбивать замороженных врагов.
- Прыжок и двойной прыжок
- Планирование

Некоторым из этих способностей обучают старейшины-драконы. Всего в игре их четыре. Одними из новых способностей являются возможность Спайро цепляться за горизонтальные столбы и забираться между двух стен с помощью отталкивания. Так же в игре присутствует карта, список заданий и телепорт.

## Сюжет
В этой части Спайро встречается со старыми и новыми врагами и друзьями. Главным боссом является красный дракон Рэд, который объединился с Гнасти Гнорком и королевой подводного мира Инептуньей, дабы отомстить. Слуги Рэда раскидали по всему миру Камни Тьмы, которые впитывают силу и отравляют Царство Драконов. Теперь Спайро, не без помощи своих верных друзей, должен уничтожить все камни и победить врагов.

### Персонажи
- Спайро —  главный персонаж игры.
- Спаркс —  лучший друг дракончика. Является показателем здоровья. Также является играбельным персонажем на некоторых уровнях.
- Манибэг —  медведь, что встречался и в предыдущих версиях игры. Открыл свою лавку, где продает полезный товар за кристаллы. У него можно приобрести такие вещи как дополнительную жизнь или билет на телепорт в определённую точку карты.
- Хантер (Охотник) —  известный из прошлых частей гепард. Является играбельным персонажем на определённых уровнях. Вооружен луком и стрелами. На одном из уровней спасает Спайро из плена мамонта.
- Профессор —  ученый, который создал телепорт между мирами. В конце игры вынужден не по своей воле помогать Рэду.
- Блинк —  крот, вооруженный супер перчатками. Представился племянником Профессора. Является играбельным персонажем на некоторых уровнях.
- Сержант Бёрд —  летающий пингвин, вооруженный ракетной установкой. Играбелен на некоторых уровнях.
- Бентли —  снежный человек, встречается всего раз во время игры Хантером. Просит о помощи, а после дарит подарок.

В игре встречаются и два новых персонажа - дракончики Эмбер и Флейм. Если собрать все яйца определённого цвета, удастся за них поиграть.

## Критика
| Сводный рейтинг | Сводный рейтинг | Сводный рейтинг | Сводный рейтинг |
| Издание         | Оценка          | Оценка          | Оценка          |
| Издание         | GC              | PS2             | Xbox            |
| --------------- | --------------- | --------------- | --------------- |
| GameRankings    | 63,29 %         | 64,59 %         | 63,95 %         |
| Metacritic      | 62/100          | 60/100          | 64/100          |

С момента выпуска Spyro: A Hero’s Tail получила смешанные отзывы от критиков. Однако было отмечено что эта игра является большим скачком в сравнении с предыдущей игрой серии —  Spyro: Enter the Dragonfly. 